# A Roda (Tapia de Casariego)
A Roda é uma das quatro paróquias (divisões administrativas) de Tapia de Casariego, município da província e comunidade autónoma das Astúrias, no norte de Espanha. Em 2018, a população total era de 187 pessoas, dos quais 90 eram homens e 97 mulheres. 